# Bolesław Bierut
Bolesław Bierut (Orosz-Lengyelország, Lublin, 1892. április 18. – Szovjetunió, Moszkva, 1956. március 12.), lengyel kommunista politikus, Lengyelország elnöke.

## Élete
1944. január 1-jén, a Varsóban megalakuló Országos Nemzeti Tanács (KRN) – melyben a Lengyel Munkáspárton kívül a Parasztpárt balszárnya, a demokraták és különböző csoportok, szervezetek is képviseltették magukat – elnökévé választották. Szeptember végétől, az általa vezette küldöttség – mely a KRN és a Lengyel Nemzeti Felszabadító Bizottság (PKWN) tagjaiból állt – előzetes tárgyalásokat folytatott Moszkvában Lengyelország jövőbeni határairól és a Lengyelországnak nyújtandó szovjet segítségről.
1947. február 5-én megválasztották a Lengyel Köztársaság elnökévé. Tisztségében 1952 novemberéig – az új alkotmány szerinti államtanács megválasztásáig (nov. 20.) – maradt. 1952 novemberétől 1954 márciusáig a minisztertanács elnöke volt, majd a Lengyel Egyesült Munkáspárt (PZPR) II. kongresszusán (1954. március 10–17.) megválasztották a párt első titkárává, melyet haláláig megtartott.